# Pulmonaria obscura
Pulmonaire sombre
Espèce
Classification APG III (2009)
Pulmonaria obscura, la Pulmonaire sombre ou Pulmonaire à fleurs sombres, est une espèce de plante herbacée de la famille des Boraginaceae.

## Description
À la différence de certaines autres espèces du genre, elle n'a pas de taches blanchâtres sur ses feuilles. Ses fleurs sont qualifiées de sombres mais ont pourtant une teinte bleutée à rosée, classique des espèces du genre.

## Habitats
C'est une espèce vivant en sous-bois. Dans le canton de Vaud, l'hêtraie associée à la Pulmonaria obscura forme l'association végétale hêtraie à pulmonaire (N° 120).

## Répartition
Se trouve dans l'ensemble de l'Europe, en Asie mineure et en Russie.